# Miss Détective
Pour la série de téléfilms, voir Jane Doe : Miss Détective.
Série
Miss FBI : Divinement armée
(2005)
Pour plus de détails, voir Fiche technique et Distribution.
Miss Détective ou Miss Personnalité au Québec (Miss Congeniality) est un film australo-américain réalisé par Donald Petrie, sorti en 2000. Il met en vedettes Sandra Bullock, Benjamin Bratt, Michael Caine, Candice Bergen, Ernie Hudson et William Shatner. Le film est un succès mondial avec 212 millions de dollars récoltés, tout en obtenant d’excellentes critiques, permettant ainsi à Sandra Bullock d’être nommée aux Golden Globes pour la meilleure actrice dans une comédie.
Le film est considéré comme culte,.

## Synopsis
Grace (Sandra Bullock), agent du FBI, est tout sauf « gracieuse ». Garçon manqué, elle s'exprime toujours de manière vulgaire. Lorsqu'un mystérieux terroriste parle de faire sauter une bombe le jour de l'élection de Miss Etats-Unis, c'est Grace qui est désignée pour gérer la situation et s'infiltrer parmi les concurrentes. Tous ses collègues, et elle-même, sont sous le choc.
La jeune femme va cependant prendre des cours de maintien (élégance) et d'élocution en un temps record. Critique virulente envers le concours de beauté, elle va rencontrer des jeunes femmes passionnées et faire alors de belles rencontres. Quant à son collègue Eric Matthews (Benjamin Bratt), il finit par tomber sous son charme.

## Fiche technique
- Titre original : Miss Congeniality ; Miss Undercover (titre alternatif)
- Titre français : Miss Détective
- Titre québécois : Miss Personnalité
- Réalisation : Donald Petrie
- Scénario : Marc Lawrence, Katie Ford, Caryn Lucas
- Direction artistique : Peter S. Larkin (supervision) et Ray Kluga
- Décors : Barbara Haberecht et Randy Huke
- Costumes : Susie DeSanto
- Photographie : László Kovács
- Musique : Ed Shearmur
- Production : Bruce Berman (en), Sandra Bullock, Katie Ford, Marc Lawrence, Endrick Lekay, Ginger Sledge
- Société de production : Castle Rock Entertainment, Fortis Films, NPV Entertainment et Village Roadshow Pictures.
- Société de distribution : Warner Bros. Entertainment
- Budget : 45 000 000 $ (estimation)
- Pays d'origine :  États-Unis et  Australie
- Langues : anglais, russe, français, hawaïen et espagnol
- Format : couleurs (Technicolor) - 35 mm - 1,85:1 - son DTS, Dolby Digital et SDDS
- Durée : 109 minutes
- Genre : comédie, action
- Dates de sortie :
  - États-Unis : 14 décembre 2000 (avant-première)
  - États-Unis : 22 décembre 2000 (sortie nationale)
  - Belgique et Suisse : 28 mars 2001
  - France : 4 avril 2001
- Classification : États-Unis : PG-13 (pour allusions sexuelles et une scène de violence), Canada : PG, France : U et Suisse : 10

## Distribution
- Sandra Bullock (VF : Françoise Cadol ; VQ : Hélène Mondoux) : Gracie Hart / Gracie Lou Freebush, Miss New Jersey
- Michael Caine (VF : Dominique Paturel ; VQ : Vincent Davy) : Victor Melling
- Benjamin Bratt (VF : Bernard Gabay ; VQ : Pierre Auger) : Eric Matthews
- Candice Bergen (VF : Évelyn Séléna ; VQ : Claudine Chatel) : Kathy Morningside
- Heather Burns (VF : Natacha Muller ; VQ : Sophie Léger) : Cheryl Frasier, Miss Rhode Island
- Ernie Hudson (VF : Thierry Desroses ; VQ : Yves Corbeil) : Harry McDonald
- William Shatner (VF : Jean-Bernard Guillard ; VQ : Mario Desmarais) : Stan Fields
- Steve Monroe (VQ : Louis-Philippe Dandenault) : Frank Tobin
- Melissa De Sousa (VF : Annie Milon ; VQ : Rafaëlle Leiris) : Karen Krantz, Miss New York
- Deirdre Quinn (VF : Sybille Tureau ; VQ : Charlotte Bernard) : Mary Jo Wright, Miss Texas
- Wendy Raquel Robinson (VF : Maïté Monceau ; VQ : Lisette Dufour) : Leslie Davis, Miss Californie
- Asia De Marcos (VF : Laura Préjean) : Alana Krewson, Miss Hawaï
- Ken Thomas (VF : Jean-Paul Pitolin) : l'agent Harris
- Eric Ian Goldberg (VF : Brice Ournac ; VQ : Julien Nguyen) : Alan
- John DiResta (VQ : Stéphane Rivard) : l'agent Clonsky
- Jessica Holcomb (VQ : Violette Chauveau) : Beth Carter
- Jimmy Graham (VF : Constantin Pappas ; VQ : Jacques Lussier) : Scott
- Catenya McHenry (VF : Jacques Bouanich) : le réalisateur de l’émission
- Georgia Foy (VQ : Julie Burroughs) : Lori Emerson-Summers
- Jennifer Gareis : Tina, petite amie de Miss New York
- LeeAnne Locken : Kelly Beth Kelly, Miss Nebraska

## Accueil

### Box office
Le film est un succès mondial avec 212 millions de dollars récoltés, tout en obtenant d’excellentes critiques, permettant ainsi à Sandra Bullock d’être nommée aux Golden Globes pour la meilleure actrice dans une comédie.

## Distinctions

### Récompenses
- Teen Choice Awards 2001 : meilleure comédie et meilleure actrice pour Sandra Bullock

### Nominations
- Golden Globes 2001 : 
  - Meilleure actrice dans un film musical ou une comédie pour Sandra Bullock
  - Meilleure chanson pour One in a million de Bosson
- Satellite Awards 2001 : meilleure actrice pour Sandra Bullock

## Autour du film

### Suite
Une suite à succès est sortie en 2005 : Miss FBI : Divinement armée.

### Postérité
Le film est considéré comme culte,.